# Golden Life

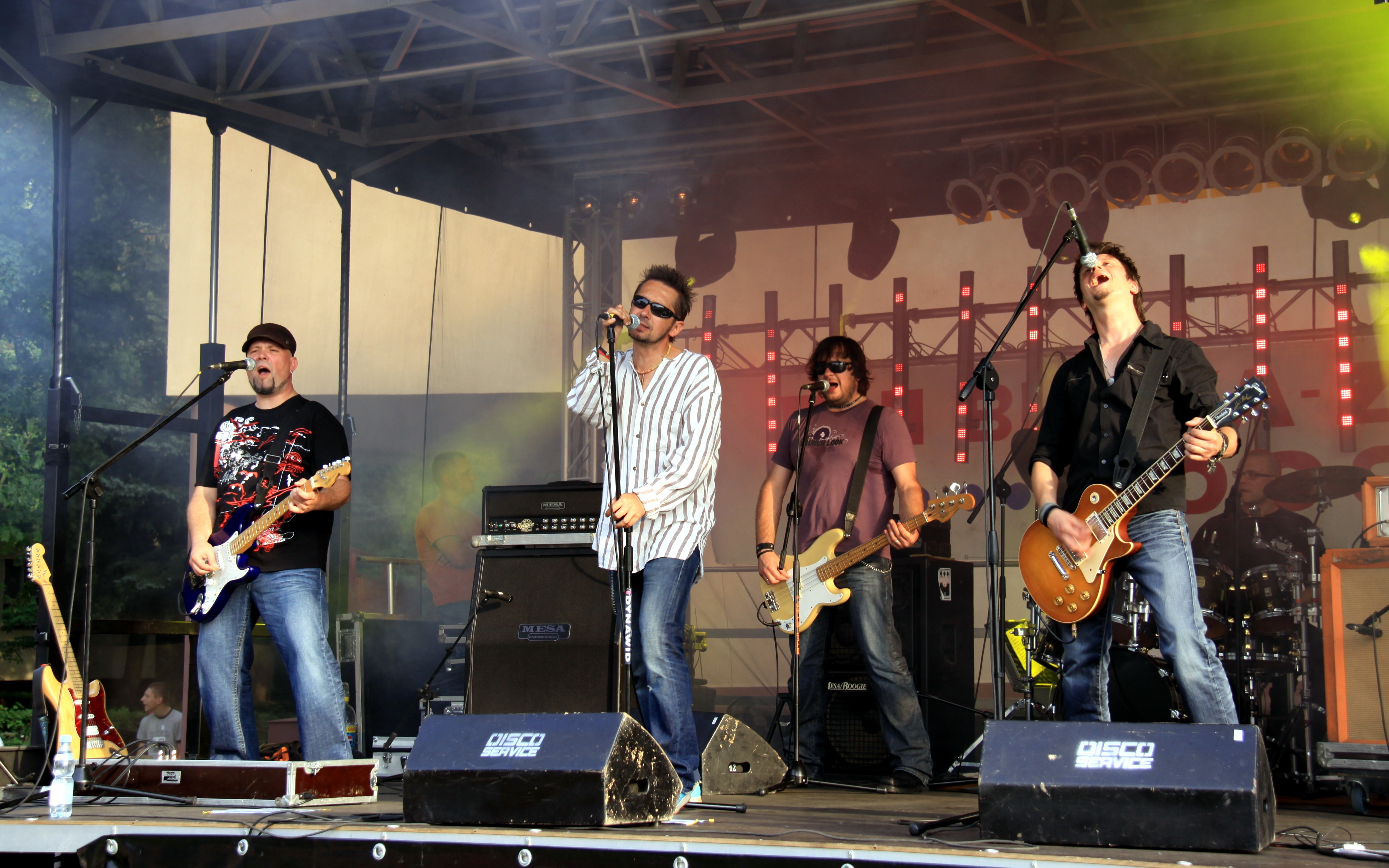
Występ w Busku-Zdroju, 22.08.2009

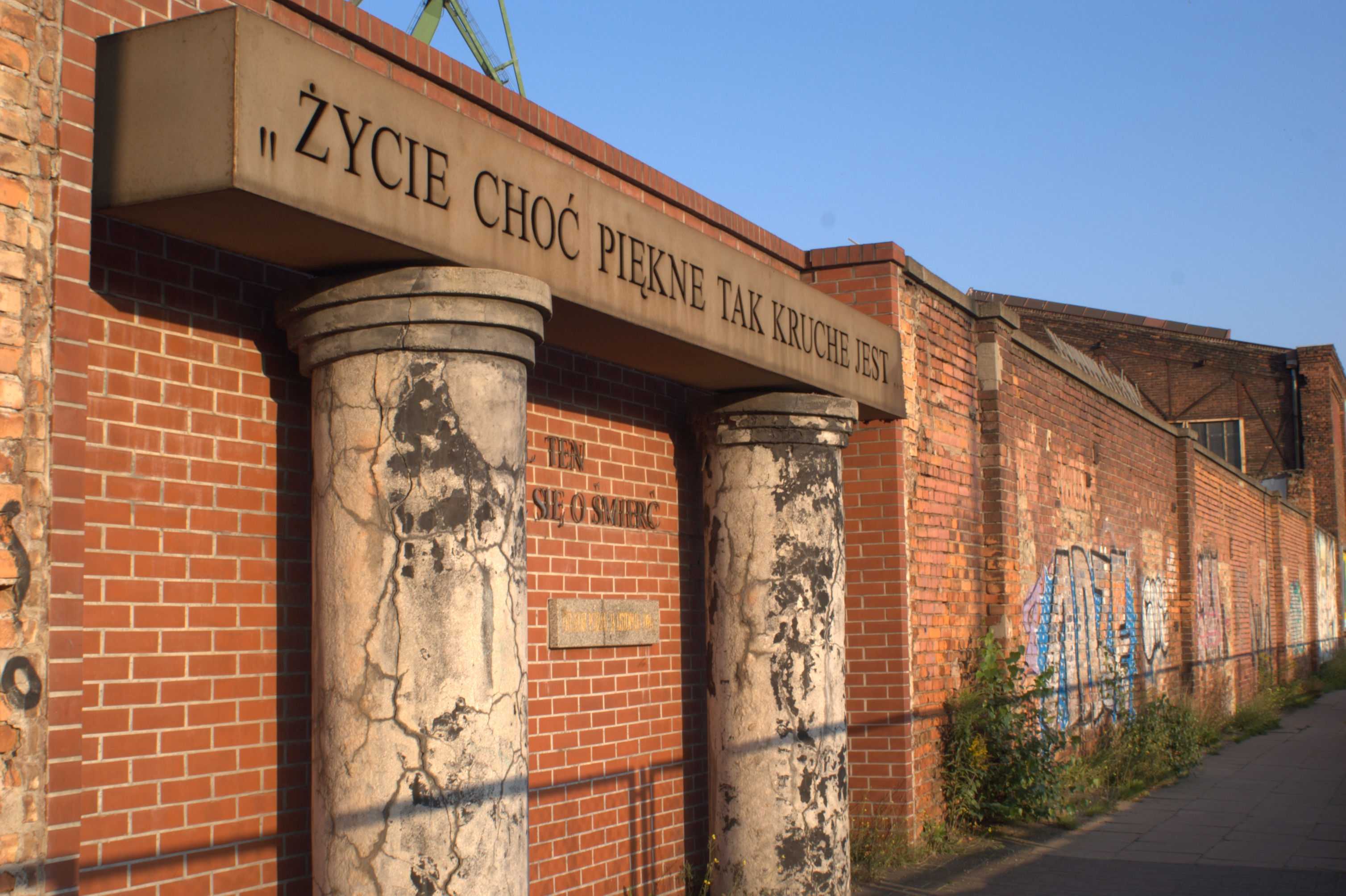
Cytat z fragmentu utworu 24.11.94 – „Życie choć piękne tak kruche jest” na pomniku ofiar pożaru w hali widowiskowej Stoczni Gdańskiej

Golden Life – polski zespół muzyczny założony w Gdańsku w 1988.
Zespół porusza się w różnych stylach, od rocka, popu, rapu do country.
Dwa utwory grupy: Wszystko to co mam i 24.11.94 (singel poświęcony ofiarom pożaru w hali Stoczni Gdańskiej 24 listopada 1994) dotarły do pierwszego miejsca Listy przebojów Programu Trzeciego. Zespół jest zaliczany do kręgu Gdańskiej Sceny Alternatywnej.

## Skład zespołu
Opracowano na podstawie materiału źródłowego.

### Obecny skład
- Adam „Wola” Wolski – wokal
- Karol Skrzyński-Paszkowicz – perkusja
- Jarosław „Pastyl” Turbiarz – gitara, klawisze
- Jacek „Bodek” Bogdziewicz – gitara basowa
- Michał „Wierzba” Saidowski – gitara, wokal

### Byli członkowie
- Jacek Głowacki – wokal (1987–1988)
- Borys Hanczewski – wokal (1988–1990)
- Sławomir Czarnata – gitara (1988–1991)
- Jarosław Niemczyk – perkusja (1987–1990)
- Jolanta Słoma-Furmaniak – wokal (1987–1991)
- Waldemar Furmaniak – wokal, instrumenty perkusyjne (1987–1991)
- Jacek Binasiewicz – perkusja (1990–1993)
- Jacek „Brandol” Brandowski – gitara, chórki (1991–1999)
- Maciek „Próchnik” Próchnicki – perkusja (1993–2004)
- Tomasz „Snake” Kamiński  – gitara, wokal (1999–2010)
- Paweł „Smaga” Smakulski – gitara, wokal (2010–2018)
- Andrzej Szczygielski – gitara (1987)

## Dyskografia
Albumy:
- Midnight Flowers (1991)
- Efil Ned Log (1993)
- Natura (1994)
- Bluberd (1997)
- Samasyrop – Golden Hits (1999)
- Gold (2000)
- www.GoldenLife.pl (2003)
- Gwiazdy XX wieku (2004)
- Hello, Hello (2008)
- AQQ akustycznie... (2012)
- 7 (2017)
- Efil Ned Log – reedycja (2018)
- Rock, Dwa, Siedem... (2025)

Notowane utwory
| Rok  | Tytuł                    | Pozycja na liście | Pozycja na liście | Pozycja na liście |
| Rok  | Tytuł                    | LP3               | SLiP              | WiR               |
| ---- | ------------------------ | ----------------- | ----------------- | ----------------- |
| 1992 | Oprócz                   | 2                 | –                 | –                 |
| 1993 | Bo ja to wiem            | 7                 | –                 | –                 |
| 1993 | Wszystko to co mam       | 1                 | –                 | –                 |
| 1993 | O tobie                  | 18                | –                 | –                 |
| 1994 | Ptak i drzewo            | 14                | –                 | –                 |
| 1995 | 24.11.94                 | 1                 | 1                 | 3                 |
| 1996 | Dobra, dobra, dobra      | 29                | 19                | –                 |
| 1997 | Helikopter (w głowie)    | 18                | 9                 | –                 |
| 1997 | Zabójcza i niebezpieczna | 47                | 44                | –                 |
| 1999 | Napinacz 2000            | 45                | 69                | –                 |
| 2001 | Do zakochania jeden krok | 42                | –                 | –                 |
| 2003 | Czeski film              | –                 | –                 | 1                 |
| 2005 | Kocham wolność           | –                 | 47                | –                 |
| 2008 | Ty i ja                  | –                 | –                 | 9                 |